# Ульріх фон Зоден-Фраунгофен
Граф Ульріх фон Зоден-Фраунгофен (нім. Ulrich Graf von Soden-Fraunhofen; 2 серпня 1913, Фрідріхсгафен — 7 лютого 1943, Північна Атлантика) — німецький офіцер-підводник, капітан-лейтенант крігсмаріне.

## Біографія
Представник дуже давнього знатного роду, відомого з 1010 року. 5 квітня 1935 року вступив в крігсмаріне. З вересня 1939 по березень 1941 року служив на мінних тральщиках. В квітні 1941 року перейшов у підводний флот. З жовтня 1941 року — 1-й вахтовий офіцер підводного човна U-552, яким командував Еріх Топп. На ньому Зоден взяв участь у двох походах (загалом 67 днів у морі) і отримав цінний досвід служби під керівництвом успішного командира. В березні-травні 1942 року пройшов курс командира підводного човна. З 28 травня 1942 року — командир U-624. 7 лютого 1943 року човен був потоплений у Північній Атлантиці південно-західніше Ісландії (55°48′ пн. ш. 26°17′ зх. д.) глибинними бомбами британського бомбардувальника «Фортрес». Всі 45 членів екіпажу загинули.
Всього за час бойових дій здійснив 2 походи (88 днів у морі) і потопив 8 кораблів загальною водотоннажністю 40 728 брт і пошкодив 1 корабель (5 432 брт).
| Назва             | Тип                | Належність      | Дата              | Тоннаж (БРТ)                                             | Вантаж                                             | Екіпаж | Загиблі | Статус     | Місце                                                       |
| Kosmos II         | китобійне судно    | Норвегія        | 29 жовтня 1942    | 16 966 (тоннаж кожного десантного судна на палубі — 291) | 21 000 т нафти та 3 танко-десантні судна на палубі | 150    | 33      | потоплено  | 54°40′ пн. ш. 29°00′ зх. д. / 54.667° пн. ш. 29.000° зх. д. |
| Pan-New York      | танкер             | США             | 29 жовтня 1942    | 7 701                                                    | 104 740 барелів авіаційного палива                 | 57     | 43      | потоплено  | 54°58′ пн. ш. 23°56′ зх. д. / 54.967° пн. ш. 23.933° зх. д. |
| President Sergent | танкер             | Велика Британія | 18 листопада 1942 | 5 344                                                    | Баласт                                             | 59     | 20      | потоплено  | 54°07′ пн. ш. 38°26′ зх. д. / 54.117° пн. ш. 38.433° зх. д. |
| Parismina         | суховантажне судно | США             | 18 листопада 1942 | 4 732                                                    | Баласт (200 тонн піску)                            | 75     | 20      | потоплено  | 54°07′ пн. ш. 38°26′ зх. д. / 54.117° пн. ш. 38.433° зх. д. |
| Yaka              | суховантажне судно | США             | 18 листопада 1942 | 5 432                                                    | Баласт                                             | 52     | 0       | пошкоджено | 54°07′ пн. ш. 38°26′ зх. д. / 54.117° пн. ш. 38.433° зх. д. |
| Lackenby          | суховантажне судно | Велика Британія | 18 листопада 1942 | 5 112                                                    | 8 000 т фосфатів                                   | 46     | 46      | потоплено  | 55°00′ пн. ш. 37°50′ зх. д. / 55.000° пн. ш. 37.833° зх. д. |

## Звання
- Кандидат в офіцери (5 квітня 1935)
- Кадет (25 вересня 1935)
- Фенріх-цур-зее (1 квітня 1936)
- Обер-фенріх-цур-зее (1 липня 1938)
- Лейтенант-цур-зее (1 жовтня 1938)
- Оберлейтенант-цур-зее (1 жовтня 1939)
- Капітан-лейтенант (1 січня 1943)

## Нагороди
- Медаль «За вислугу років у Вермахті» 4-го класу (4 роки)
- Іспанський хрест в бронзі (6 червня 1939)
- Залізний хрест
  - 2-го класу (1940)
  - 1-го класу (грудень 1942)
- Нагрудний знак мінних тральщиків (1940)
- Нагрудний знак підводника (28 січня 1942)